# Михайлов, Игорь Владимирович
Игорь Владимирович Михайлов (1956, город Черкесск) — российский краевед, журналист, общественный деятель. Автор книг и публикаций об истории и географии Карачаево-Черкесской Республики. Член Союза журналистов России. Руководитель фракции «Единая Россия» в Думе МО города Черкесска. Почётный работник общего образования Российской Федерации.

## Биография
Родился в 1956 г. в городе Черкесске, здесь же в 1973 г. окончил школу № 9.
Затем в 1973—1979 гг. студент естественно-географического факультета Ставропольского госуниверситета (в 2012 году присоединен к Северо-Кавказскому федеральному университету). Получил специальность учитель географии и биологии. В 1995 году закончил Карачаево-Черкесскую государственную технологическую академию по специальности юрист.
В 1980—1982 гг. проходил службу в Советской Армии.
После демобилизации в 1982—2009 гг. руководитель республиканского центрального клуба детско-юношеского туризма.
С 2009 г. по настоящее время — директор Карачаево-Черкесского педагогического колледжа им. У. Хабекова.
С 2007 года избирается депутатом Думы муниципального образования города Черкесска. Входил (на 2016 год) в состав Общественного совета при МВД по Карачаево-Черкесской Республике и является членом Общественной палаты КЧР.

## Награды
Почётные звания «Заслуженный работник народного образования Карачаево-Черкесской Республики», «Почётный работник общего образования Российской Федерации».

### Книги
- И. В. Михайлов. Населённые пункты Карачаево-Черкесской республики. — Черкесск, 2001. — 200 с. — ISBN 5-89972-247-9.

- Михайлов, Игорь Владимирович. Оккупация, или 160 дней по германскому времени / Игорь Михайлов. — Ставрополь : Сервисшкола, 2007. — 130, [1] с.
- Михайлов, Игорь Владимирович. Территория проживания: Карачаево-Черкесская Республика / И. В. Михайлов. — [2-е изд.]. — Ставрополь ; Черкесск : Ставропольсервисшкола, 2004. — 130,[1] с.
- Михайлов, Игорь Владимирович. Пещеры Карачаево-Черкесии / И. В. Михайлов ; М-во образования и науки Карачаево-Черкес. Респ., Респ. центр дет. и юнош. туризма. — Черкесск : Ставропольсервисшкола, 2003 (Ставрополь : ФГУП ИПФ Ставрополье). — 94, [1] с.

### Диссертация
Михайлов, Игорь Владимирович. Профессиональная подготовка учителя к фенологической работе с учащимися средствами туристско-краеведческой деятельности : диссертация … кандидата педагогических наук : 13.00.08. — г. Сходня, Московской обл., 2001. — 143 с.

## Отзывы
Джазаева, Ирина Азрет-Алиевна, диссертация «Образование населенных пунктов и административно-территориальное обустройство в Карачаево-Черкесии в советский период» (2011) пишет: «Большую помощь краеведам оказал справочник И. В. Михайлова „Населенные пункты Карачаево-Черкесской республики“ (2001). Автор проделал немалую изыскательскую работу, систематизировав данные о большинстве населенных пунктов».